# Гранясване
Гранясването е химически процес, който настъпва при мазнините, когато се съхраняват на светло и влажно място и при достъп на въздух. В някои случаи участват и микроорганизми.
Окислително-разпадният процес води до влошаване на вкусовите качества, образуване на токсични вещества и разрушаване на някои биологично важни такива.
В промишлеността се използват стабилизатори (антиокислители) за удължаване на срока на годност на мазнините.